# Захворювання нирок
Хвороби нирок можна поділити на дві великі групи.
До першої групи належать двобічні дифузні ураження нирок, коли функція їх настільки змінюється, що в зв'язку з цими змінами зазнає змін весь організм хворого. В свою чергу ці зміни викликають різні патологічні процеси в інших органах і системах.
До двобічних, системних, ниркових захворювань належить гломерулонефрит, нефроангіосклероз як кінцева (ниркова) стадія гіпертонічної хвороби, нефрози.
Другу групу становлять хвороби, при яких зазвичай вражається одна нирка (камені в нирці, туберкульоз нирок, пухлина та ін.) і функція нирки як видільного органу помітно не порушується. До цієї групи можна віднести вогнищевий гломерулонефрит, при якому ниркова тканина вражається частково.
До хвороб сечовивідної системи відноситься: пієлонефрит, пієліт, цистит, гломерулонефрит, уретрит.
До захворювань статевої системи у чоловіків відносяться, простатит, аденома передміхурової залози, функціональні розлади у чоловіків, клімакс у чоловіків, безплідність, пухлини.
До захворювань статевої системи у жінок відносяться: запальні захворювання неспецифічної етіології нижнього відділу статевих органів (вульвіт, бартолініт, кольпіт, бактеріальний вагіноз, і т. д.) та верхнього відділу (ендометріоз, сальпінгоофорит, пухлини, безплідність і т. д).
Захворювання сечовидільної системи спричиняються інфекцією, що може потрапляти в організм низхідними (при ангіні, стоматологічних захворюваннях) та висхідними (недотримання особистої гігієни, захворювання статевих органів) шляхами, атакож переохолодженням.